# 69245 Persiceto
69245 Persiceto è un asteroide della fascia principale. Scoperto nel 1981, presenta un'orbita caratterizzata da un semiasse maggiore pari a 2,5531851 UA e da un'eccentricità di 0,1722641, inclinata di 15,95888° rispetto all'eclittica.
L'asteroide è dedicato al comune italiano di San Giovanni in Persiceto, nella città metropolitana di Bologna.